# Topsejl
Et topsejl kan føres på gaffelriggede og sprydstagsriggede sejlfartøjer over storsejlet, idet topsejlet derved udfylder den tomme trekant, der opstår på gaffelriggede fartøjer mellem "pikken" (øverste rundholt på storsejlet) og mastens top. 
Topsejlet er et såkaldt letvejrssejl, der kun føres ved moderate vindhastigheder og oftest når fartøjet sejler med vinden ind agten fra. Når fartøjet sejler "bidevind" ( så tæt op mod vindretningen som det er praktisk muligt) kan man have svært ved at få sejlet til at trække ordentligt, hvorfor det ofte i sådanne situationer bjærges (nedtages).
Topsejlet kan ikke rebes. Man fører derfor enten det fulde topsejl eller intet.
Har fartøjet flere master, der alle er gaffelriggede, kan hver mast føre et topsejl.